# El Hombre
| Recensione | Giudizio |
| ---------- | -------- |
| AllMusic   |          |

El Hombre è il primo album solista del chitarrista jazz statunitense Pat Martino, pubblicato dalla casa discografica Prestige nell'ottobre del 1967.

## Tracce

### LP
Lato A
1. Waltz for Geri – 6:20 (musica: Pat Martino)
2. Once I Loved – 5:35 (musica: Antônio Carlos Jobim)
3. El Hombre – 5:50 (musica: Pat Martino)
4. Cisco – 4:00 (musica: Pat Martino)

Lato B
1. One for Rose – 5:40 (musica: Pat Martino)
2. A Blues for Mickey-O – 8:00 (musica: Pat Martino)
3. Just Friends – 5:45 (testo: Sam M. Lewis – musica: John Klenner)

### CD
Edizione CD del 2007, pubblicato dalla Prestige Records (0888072301580)
1. Waltz for Geri – 6:23 (musica: Pat Martino)
2. Once I Loved – 5:45 (musica: Antônio Carlos Jobim)
3. El Hombre – 5:58 (musica: Pat Martino)
4. Cisco – 4:30 (musica: Pat Martino)
5. One for Rose – 4:57 (musica: Pat Martino)
6. A Blues for Mickey-O – 8:04 (musica: Pat Martino)
7. Just Friends – 5:51 (testo: Sam M. Lewis – musica: John Klenner)
8. Song for My Mother – 6:15 (musica: Pat Martino) – Traccia bonus - Brano inedito

## Formazione
- Pat Martino – chitarra
- Trudy Pitts – organo
- Danny Turner – flauto
- Mitch Fine – batteria
- Abdu Johnson – conga drums
- Vance Anderson – bongos

Note aggiuntive
- Cal Lampley – produttore
- Registrazione effettuata il 1º maggio 1967 al Van Gelder Studio di Englewood Cliffs, New Jersey (Stati Uniti)
- Rudy Van Gelder – ingegnere delle registrazioni
- Christopher Peters – note retrocopertina album originale [3]